# Pa' diglielo a ma'/Occhi di lillà
Pa' diglielo a ma'/Occhi di lillà è il primo singolo del cantautore italiano Ron, pubblicato come "Rosalino" dalla It nel 1970.

## Descrizione
Il lato A del disco ha partecipato al Festival di Sanremo 1970 in abbinamento con Nada.
Entrambi i brani sono arrangiati da Mario Capuano.

## Tracce
LATO A
1. Pa' diglielo a ma' – 3:47 (testo: Franco Migliacci-Roberto Gigli – musica: Jimmy Fontana)

LATO B
1. Occhi di lillà – 2:41 (testo: Gianfranco Baldazzi-Sergio Bardotti – musica: Lucio Dalla)